# Biskupi Kościoła w Polsce
Biskupi Kościoła w Polsce – polski słownik biograficzny autorstwa Piotra Niteckiego, wydany przez Ośrodek Dokumentacji i Studiów Społecznych w Warszawie w 1992.
Słownik zawiera informacje biograficzne o biskupach polskich począwszy od Jordana i Ungera, a skończywszy na mianowanych 25 marca 1992 w ramach reorganizacji struktury Kościoła w Polsce przeprowadzonej przez Jana Pawła II bullą Totus Tuus Poloniae populus. Słownik zawiera informacje o wszystkich biskupach obrządku łacińskiego, mających kanonicznie ważną nominację i prowadzących swoją posługę w strukturach Kościoła w Polsce. Pominięto więc biskupów polskich diecezji, którzy nie byli Polakami, a także polskich biskupów służących poza polską organizacją kościelną. Listę ustalono m.in. w oparciu o dokumentację watykańską, w tym zwłaszcza o ośmiotomowe dzieło Hierarchia catholica medii et recentoris aevi oraz o roczniki La Gerarchia Cattolica e la Famiglia Pontificia, jak również o Annuario Pontificio. Ogółem opisano 1518 nazwisk w porządku alfabetycznym, przy czym biogramy były w większości krótkie, a nawet lapidarne. Dodatkowo zamieszczono przedmowę autorstwa kardynała Henryka Gulbinowicza, wstęp wyjaśniający założenia metodologiczne, indeks terytorialno-chronologiczny i krótką historię poszczególnych diecezji.